# Signal Mountain, Alberta
Signal Mountain är ett berg i Kanada.   Det ligger i provinsen Alberta, i den centrala delen av landet, 3 100 km väster om huvudstaden Ottawa. Toppen på Signal Mountain är 2 255 meter över havet.
Terrängen runt Signal Mountain är kuperad åt sydväst, men åt nordost är den bergig. Runt Signal Mountain är det mycket glesbefolkat, med 5 invånare per kvadratkilometer.. Närmaste större samhälle är Jasper Park Lodge, 5,2 km väster om Signal Mountain. 
I omgivningarna runt Signal Mountain växer i huvudsak barrskog.